# Anastassija Romanowna Schaulskaja
Anastassija Romanowna Schaulskaja (russisch Анастасия Романовна Шаульская; englische Schreibweise Anastasia Shaulskaya; * 25. April 1997) ist eine ehemalige russische Tennisspielerin.

## Karriere
Schaulskaja spielte vor allem bei Turnieren der ITF Women’s World Tennis Tour, wo sie einen Titel im Doppel gewinnen konnte.

## Turniersiege

### Doppel
| Nr. | Datum         | Turnier             | Kategorie   | Belag     | Partnerin | Finalgegnerinnen                        | Ergebnis |
| --- | ------------- | ------------------- | ----------- | --------- | --------- | --------------------------------------- | -------- |
| 1.  | 12. Juli 2014 | Scharm asch-Schaich | ITF $10.000 | Hartplatz | Jan Abaza | Jaqueline Cristian Akvilė Paražinskaitė | 6:4, 6:3 |